# Padua (Didaktik)
PADUA ist ein Akronym für Problemdarstellung, Aufbau, Durcharbeiten, Ueben, Anwenden. Damit ist ein didaktisches Konzept beschrieben, wie eine Unterrichtseinheit mit verschiedenen Lernphasen aufgebaut wird. Beim problemlösenden Aufbauen wird in die Thematik hineingeführt und Lernmotivation durch kontroverse Inhalte geweckt. Beim Durcharbeiten wird der Lerninhalt gefestigt und konkretisiert, während beim Üben und Wiederholen die Speicherung im Langzeitgedächtnis das Ziel ist. Schlussendlich soll der Lerninhalt angewendet werden können.
Das Konzept wurde von Hans Aebli erarbeitet und gehört zu den Grundlagen der Lehrerbildung.
Alternativen resp. Weiterentwicklungen sind das KAFKA- und SAMBA-Modell von Kurt Reusser.